# Нагрудний знак Збройних Сил України «За знищення ворожої авіаційної техніки»
Нагрудний знак Збройних Сил України «За знищення ворожої авіаційної техніки» встановлений наказом Головнокомандувача Збройних Сил України від 5 травня 2022 року № 130 «Про нарукавні відзнаки та нагрудні знаки Збройних Сил України за знищення (захоплення) ворожої техніки», що вніс зміни до наказу від 23 грудня 2021 року № 411 «Про почесні нагрудні знаки Головнокомандувача Збройних Сил України». Нагрудний знак був встановлений на тлі повномасштабної військової агресії Російської федерації з метою заохочування військовослужбовців Збройних Сил України, що відзначились на полі бою знищенням або захопленням ворожої авіаційної техніки. Цим же наказом були встановлені: нарукавна відзнака Збройних Сил України «За знищення ворожої авіаційної техніки», нагрудний знак Збройних Сил України «За знищення ворожої бронетехніки», нарукавна відзнака Збройних Сил України «За знищення ворожої бронетехніки».

## Опис
Нагрудний знак Збройних Сил України «За знищення ворожої авіаційної техніки» виготовляється з оксидованого білого металу і являє собою овальний медальйон синьої емалі, обрамлений вінком з дубового листя оксидованого білого металу. Вгорі вінок вінчає рельєфний військовий Тризуб. У центрі відзнаки міститься рельєфна накладка білого металу у вигляді перехрещених мечів, в перехресті яких розміщено діагональне рельєфне зображення падаючого російського двомісного багатоцільового винищувача Су-30СМ. У нижній частині вінок перехоплено синьою емалевою стрічкою з пружкою білого металу. Посеред стрічки рельєфна мішень з білого металу. Розмір відзнаки 45 х 35 ± 1 мм. Загальна товщина відзнаки 7 ± 1 мм. Кріплення відзнаки — два вертикально розміщені цангові затискачі.